# Курень (Кировская область)
Курень — деревня в Даровском районе Кировской области в составе Кобрского сельского поселения.

## География
Находится на расстоянии примерно 38 км по прямой на север-северо-восток от райцентра поселка  Даровской.

## История
Известна с 1802 года как деревня Куренская с 5 дворами (13 душ мужского пола). В 1873 году здесь учтено было дворов 8 и жителей 72, в 1905 22 и 159, в 1926 (деревня Курени) 33 и 162, в 1950 34 и 97, в 1989 проживало 150 человек.

## Население
Постоянное население  составляло 103 человека (русские 96%) в 2002 году, 17 в 2010.